# Guilherme Pasin
Guilherme Rech Pasin (Bento Gonçalves, 27 de janeiro de 1983) é um político brasileiro, bacharel em direito e gestão pública. Atualmente, é deputado estadual do Rio Grande do Sul pelo Progressistas (PP), partido que é filiado desde 2001. Entre os anos de 2013 e 2020, serviu como prefeito de Bento Gonçalves.

## Política
Nas eleições municipais de 2008, Guilherme se candidatou pela primeira vez ao cargo de vereador de Bento Gonçalves, conquistando 1 733 votos porém não se elegendo, permanecendo na primeira suplência.
Em 2012, se candidatou ao cargo de prefeito de Bento Gonçalves, enfrentando o atual mandatário do cargo, Roberto Lunelli (PT), além de Juarez Piva (PDT), Adroaldo Dal Mass (DEM) e Elmar Cainelli (PSC). Guilherme foi eleito, juntamente com seu vice Mário Gabardo, com 44,8% dos votos, e uma diferença de apenas 383 votos para Lunelli, que ficou na segunda colocação.

### Prefeito de Bento Gonçalves (2013-2020)
Pasin foi um dos prefeitos mais jovens da história do município, ao assumir o cargo com apenas 29 anos. Durante seu primeiro mandato, foi realizada a ampliação da Unidade de Pronto Atendimento da Zona Norte e focou no fomento ao turismo no município, que passou a figurar como um dos principais destinos turísticos do Brasil. Contudo, ao final de seu mandato em 2016, uma ruptura política entre PP e PMDB no município provocou a renúncia do vice-prefeito Mário Gabardo, por motivos listados como a falta de diálogo na gestão do município.
No mesmo ano de 2016, Pasin se candidatou a reeleição como prefeito de Bento Gonçalves, enfrentando o filho de seu ex vice-prefeito, César Gabardo (PMDB), além de Neilene Lunelli (PT) e Evandro Speranza (PDT). Pasin foi reeleito com uma larga vantagem de 65,6%, somando 44 129 votos, contra apenas 17,2% de Gabardo, que ficou na segunda colocação.
Em seu segundo mandato, inaugurou a pista asfaltada do Aeroporto de Bento Gonçalves, com capacidade de receber jatos de médio porte, retomou a construção do Hospital do Trabalhador, ampliou e construiu novas escolas de educação infantil, além de atuar no combate à pandemia de COVID-19. Nas eleições de 2020, Pasin optou por apoiar Diogo Siqueira (PSDB), que se elegeu prefeito do município.

### Deputado Estadual (2023-)
Nas eleições estaduais de 2022 foi eleito Deputado Estadual com 57,9 mil votos, 0,94% do total, sendo o 17º mais votado do pleito.
No seu mandato, focou a atuação em iniciativas voltadas ao desenvolvimento econômico, desburocratização, infraestrutura e sustentabilidade. Entre seus principais projetos está a Política Estadual de Apoio e Fomento ao Desassoreamento, que visa estabelecer uma base legal para a manutenção de corpos hídricos no estado. A medida busca prevenir enchentes, minimizar danos ambientais e facilitar a navegabilidade nas hidrovias gaúchas, além de ter sido amplamente discutida em audiências públicas com técnicos, representantes de entidades e gestores públicos.
Outro marco de sua atuação foi a presidência da Comissão Especial de Desenvolvimento Econômico da Assembleia Legislativa, que elaborou um relatório com propostas para a recuperação econômica do estado, especialmente após os impactos de desastres climáticos. Além disso, Pasin lidera a Frente Parlamentar Brasil-Itália, uma iniciativa voltada a estreitar relações culturais, econômicas e sociais entre o Rio Grande do Sul e a Itália, aproveitando os laços históricos da imigração italiana na região.
Pasin também tem se destacado por sua articulação política, assegurando recursos para obras de infraestrutura como pontes e rodovias e acompanhando discussões sobre a reforma tributária com foco em benefícios ao setor industrial.

## Desempenho em eleições
| Histórico eleitoral de Guilherme Pasin | Histórico eleitoral de Guilherme Pasin | Histórico eleitoral de Guilherme Pasin | Histórico eleitoral de Guilherme Pasin | Histórico eleitoral de Guilherme Pasin                    | Histórico eleitoral de Guilherme Pasin | Histórico eleitoral de Guilherme Pasin | Histórico eleitoral de Guilherme Pasin |
| Ano                                    | Eleição                                | Cargo                                  | Partido                                | Coligação                                                 | Votos                                  | %                                      | Resultado                              |
| -------------------------------------- | -------------------------------------- | -------------------------------------- | -------------------------------------- | --------------------------------------------------------- | -------------------------------------- | -------------------------------------- | -------------------------------------- |
| 2008                                   | Municipal de Bento Gonçalves           | Vereador                               | PP                                     | Partido isolado                                           | 1 733                                  | 1,03                                   | Suplente                               |
| 2012                                   | Municipal de Bento Gonçalves           | Prefeito                               | PP                                     | Renova Bento! (PP/PMDB)                                   | 29 395                                 | 44,80                                  | Eleito                                 |
| 2016                                   | Municipal de Bento Gonçalves           | Prefeito                               | PP                                     | Digo Sim Para Bento (PP/PSDB/PSD/PRB/REDE/PPS/PR/DEM/PTB) | 44 129                                 | 65,62                                  | Reeleito                               |
| 2022                                   | Estadual no Rio Grande do Sul          | Deputado Estadual                      | PP                                     | Partido isolado                                           | 57 922                                 | 0,94                                   | Eleito                                 |